# Culicoides flumineus
Culicoides flumineus är en tvåvingeart som beskrevs av John William Scott Macfie 1937. Culicoides flumineus ingår i släktet Culicoides och familjen svidknott. Inga underarter finns listade i Catalogue of Life.